# Kontradiktor
Ein Kontradiktor (lat. contradicere = widersprechen) war im früheren Konkursverfahren derjenige, welcher anstelle des Gemeinschuldners, also als dessen Vertreter, die angemeldeten Forderungen zu prüfen und nötigenfalls ihre Berechtigung oder Nichtberechtigung in Einzelprozessen zu bestreiten bzw. mit den betreffenden Gläubigern zum Austrag zu bringen hatte. Nach der deutschen Insolvenzordnung nimmt diese Aufgaben heute der Insolvenzverwalter wahr (§ 56 InsO).